# Niphona celebensis
Niphona celebensis är en skalbaggsart som beskrevs av Stefan von Breuning 1961. Niphona celebensis ingår i släktet Niphona och familjen långhorningar.
Artens utbredningsområde är Sulawesi. Inga underarter finns listade i Catalogue of Life.